# Gerard Noodt

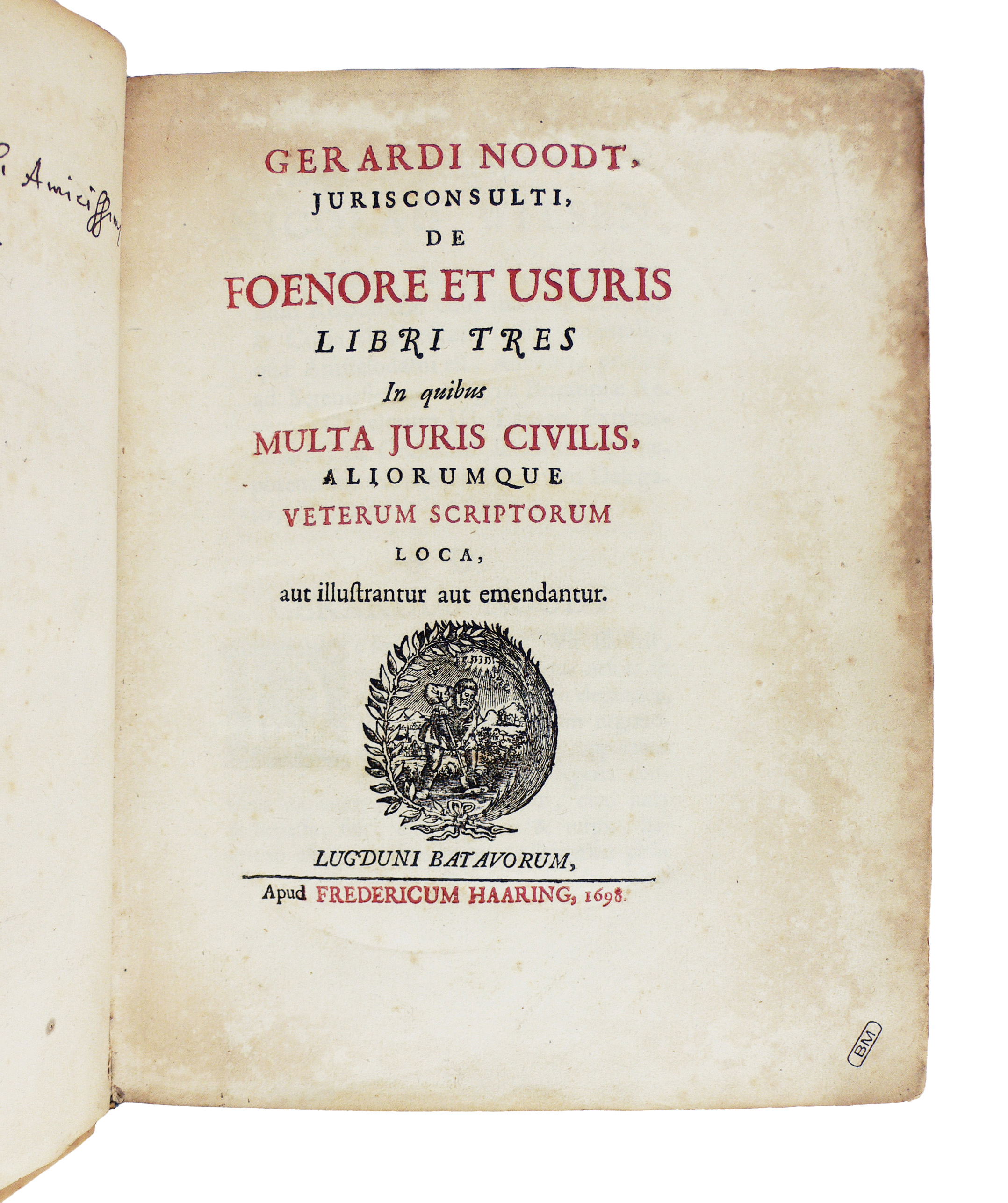
De foenore et usuris, 1698 (Fondazione Mansutti, Milano).

Gerardus Noodt (Nimega, 4 settembre 1647 – Leida, 15 agosto 1725) è stato un giurista olandese.

## Biografia
Insegnò diritto prima a Nimega, sua città natale, poi a Franeker e a Utrecht, infine a Leida, dove studiò con il giurista scozzese John Spotiswood. Fu anche due volte eletto rettore dell'Università di Leida.
Le sue opere riguardano soprattutto il diritto romano; una raccolta di sue opere risale al 1713. In De foenore et usuris Noodt elenca le leggi sull'usura e teorizza che il prestito non è contrario al diritto naturale, anche quando è impedito dalla legge o ne regola l'interesse.

## Opere
- De civili prudentia, 1679.

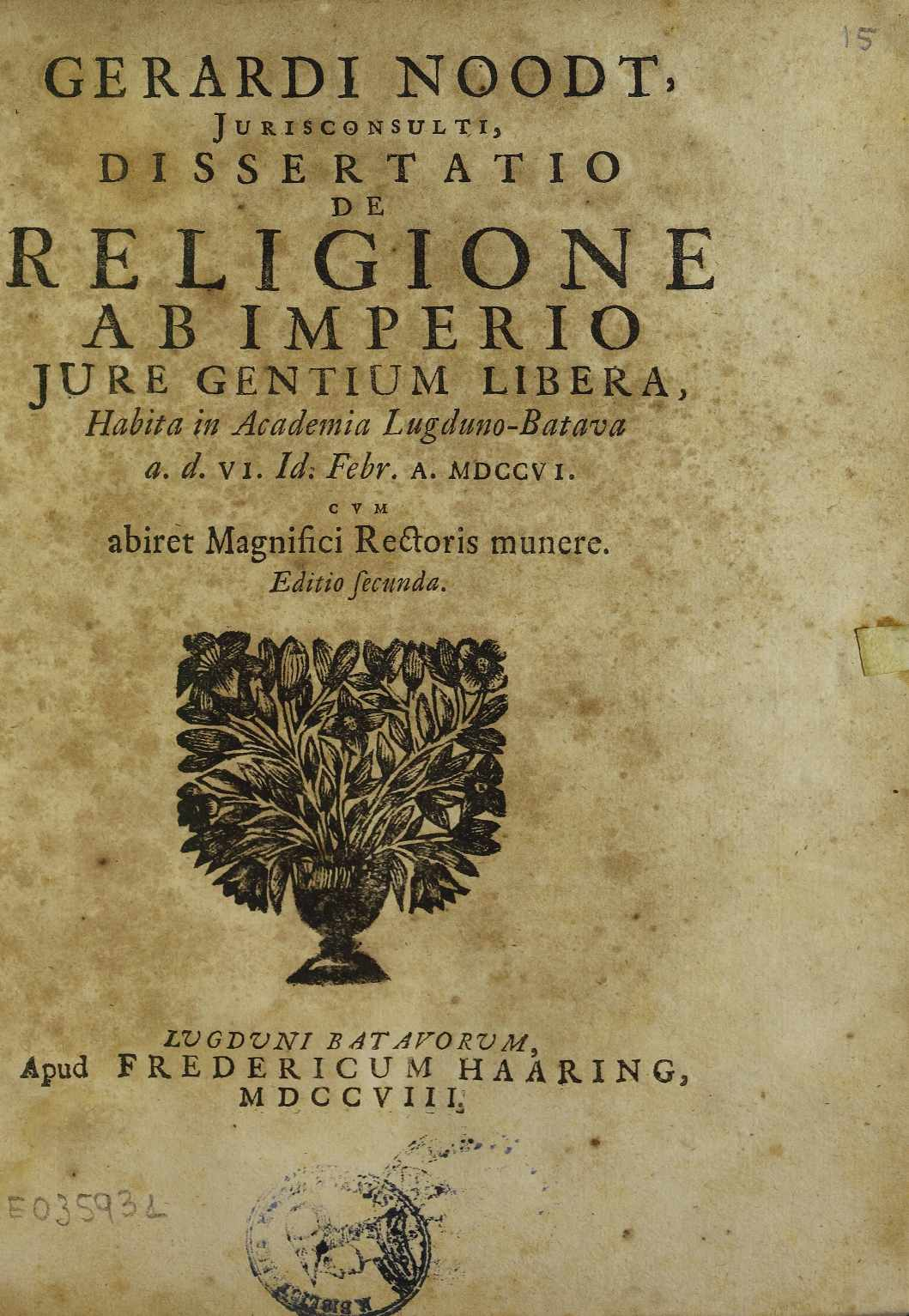
De religione ab imperio jure gentium libera, 1708

- De religione ab imperio jure gentium libera, 1706.
  - (LA) De religione ab imperio jure gentium libera, Lyon, 1708.